# 首尔衣恋足球俱乐部
首尔衣恋足球俱乐部（韓語：서울 이랜드 FC），是韩国首尔一家职业足球俱乐部，成立于2014年4月，目前参加K联赛2。首尔衣恋是首尔继FC首尔之后的第二家职业足球俱乐部，隶属于衣恋集团，主场为首爾奧林匹克主競技場。球队目前的主教练为韩国人朴建夏。

## 歷史
2014年4月14日，衣戀集團正式宣布在首爾成立職業足球俱樂部。

## 教练组成员
- 主教练： 朴建夏（英语：Park Kun-ha）
- 助理教练： 尹昌洙
- 体能教练： 丹·哈里斯（英语：Dan Harris (coach)）
- 守门员教练： 黄熙勋
- 比赛分析师： 金世润
- 球探： 金京元
- 青年队教练： 崔兌旭（朝鲜语：최태욱）